# Miguel Samper Strouss
Miguel Samper Strouss (Bogotá, 18 de abril de 1983) es un abogado y político colombiano, miembro del Partido Alianza Verde. 
Samper Strouss se ha desempeñado como director de Justicia Transicional y Viceministro de Justicia en el Ministerio de Justicia y del Derecho. Fue el primer director general de la Agencia Nacional de Tierras, cargo que desempeñó hasta agosto de 2018.
Es hijo del expresidente Ernesto Samper Pizano y de Jacquin Desiree Strouss. En el año 2022 fue candidato al Congreso de Colombia por el partido Alianza Verde, luego de romper con el Partido Liberal, al que pertenece su familia.

## Biografía

### Estudios
Estudió en el Gimnasio Moderno y en Santa María de los Rosales (Madrid) y se graduó con honores de la Pontificia Universidad Javeriana como abogado. Miguel Samper fue becado para realizar dos maestrías: una en Derecho Internacional y Comparado en la Universidad Nacional de Singapur y otra en Derecho Económico en la Universidad de Nueva York.

### Carrera profesional
Miguel Samper empezó como investigador independiente trabajando para el abogado Saúl Flórez Enciso, entre septiembre de 2002 y noviembre de 2003. Luego de finalizar sus estudios de pregrado en la Pontificia Universidad Javeriana, Samper se desempeñó como asistente legal en la firma de abogados Parra, Rodríguez & Cavelier entre agosto de 2005 y septiembre de 2006. Posteriormente, entre octubre de 2006 y abril de 2008, se desempeñó como abogado de la vicepresidencia jurídica de la agremiación de aseguradores colombianos, Fasecolda.
Entre julio de 2009 y septiembre de 2010, antes de entrar al Ministerio del Interior y de Justicia, Miguel Samper fue designado como Director Ejecutivo de la Corporación Vivamos Humanos, donde tuvo a su cargo el direccionamiento de diversas investigaciones y proyectos relacionados con la Justicia Transicional. Fue nombrado como Director de Justicia Transicional del Ministerio del Interior y de Justicia en septiembre de 2010, posteriormente promovido a Viceministro de Promoción de la Justicia en octubre de 2012, y luego nombrado como Viceministro de Política Criminal y Justicia Restaurativa en agosto de 2013, cargo que desempeñó hasta marzo de 2015. En abril de 2016 fue nombrado director de la Agencia Nacional de Tierras, cargo que despeñó hasta agosto de 2018. En la actualidad, es consultor de la firma 
Gestión Rural Integral.
Como docente, Samper ha sido conferencista invitado del Instituto Nacional de Seguros entre julio de 2007 y abril de 2008. Con posterioridad condujo la cátedra de Derecho Constitucional entre el 2009 y el 2010 en la Universidad Politécnico Grancolombiano. Desde 2013 hasta 2016 condujo la intensificación en Justicia Transicional en la Universidad Externado de Colombia. Actualmente es conferencista invitado de las Universidades de Los Andes, Colegio Mayor de Nuestra Señora del Rosario y Externado de Colombia.

### Ministerio de Justicia (2010-2015)
"El Viceministro Samper Strouss fue quien lideró el equipo técnico del Ministerio de Justicia y del Derecho que apoyó el trámite legislativo del entonces proyecto y hoy Ley de Víctimas y Restitución de Tierras.
Su trabajo y coordinación, como Director de Justicia Transicional, permitieron darle impulso a la mencionada iniciativa abriendo espacios de participación y concertación durante el debate y posteriormente, durante el diseño de la reglamentación de esa Ley.
Igualmente, participó en la elaboración de los Decretos-Ley 4633, 4634 y 4635 para la reparación integral de comunidades negras, afrocolombianas, raizales y palenqueras, indígenas y gitanas, víctimas del conflicto armado, y como resultado de un proceso de concertación y consulta previa con cada uno de los grupos étnicos.
Asimismo, el Viceministro, entonces Director de Justicia Transicional, tuvo una destacada participación en la elaboración de dos Documentos CONPES en los que se confeccionaron el Plan de Financiación de la Ley 1448 de 2011, se establecieron los lineamientos generales, el plan de ejecución de metas, presupuesto y mecanismos de seguimiento para el Plan Nacional; y se desarrollaron los componentes de la política pública de atención y reparación.
De otro lado, junto con su equipo de trabajo, logró posicionar al Ministerio de Justicia y del Derecho como el Ministerio líder en el esfuerzo de regionalizar medidas de tipo transicional y dinamizar los canales de comunicación entre el Gobierno central y las administraciones locales.
De igual forma, acompañó, asesoró y orientó al equipo de Gobierno durante el trámite legislativo de la Ley 1424 que definió la situación jurídica de 20.000 personas desmovilizadas de los llamados grupos de autodefensa, a quienes no aplicaban los beneficios legales de la Ley 975 de 2005 por su condición de militantes de base o rasos.
En este mismo orden, planteó correctivos de fondo y de forma para resolver puntuales deficiencias en la aplicación de la Ley de Justicia y Paz, reflejadas en que el proceso no ha respondido a las expectativas de las víctimas y de la sociedad colombiana.
Además, lideró la puesta en marcha un sistema de información único en el mundo por su integralidad y funcionalidad: el Sistema de Información Interinstitucional de Justicia y paz."
Como Viceministro, intervino e hizo parte del equipo del Gobierno Nacional que impulsó el trámite del Acto Legislativo 01 de 2012, más conocido como "Marco Jurídico para la Paz". Así mismo, condujo el equipo que diseñó y tramitó la Ley 1592 de 2012, mediante la cual se introdujeron importantes reformas a la Ley 975 de 2005 (Ley de Justicia y Paz), para evitar el fracaso de ese sistema especial de juzgamiento, así como para permitir que el modelo de Justicia Transicional colombiano tuviese la coherencia que requería.
El Viceministro tuvo a su cargo el equipo que respaldó técnicamente las negociaciones de paz surtidas en La Habana frente al tema de Justicia Transicional, Derechos de las Víctimas y Política de Drogas.
En diversos escenarios, tanto nacionales como internacionales, Samper promovió la adopción de un nuevo enfoque en la política de drogas, de tal forma que se abordara el problema desde una perspectiva de Derechos Humanos y salud pública. Desde una perspectiva de política criminal, el Viceministro hizo un llamado a buscar alternativas al encarcelamiento de los eslabones débiles de la cadena del narcotráfico, como lo son las "mulas" (correos humanos), los campesinos y los pequeños expendedores que son instrumentalizados en razón de una adicción a una sustancia. 
En esta materia, el Viceministro respaldó la iniciativa legislativa que buscaba regular el uso del cannabis medicinal en Colombia. Así mismo, promovió en el Consejo Nacional de Estupefacientes la adopción de una estrategia de intervención integral de los territorios para abrir una puerta hacia la legalidad para los campesinos cultivadores de coca, revaluando con ello la estrategia de aspersión aérea.

### Agencia Nacional de Tierras
En abril de 2016, fue nombrado como el primer director general de la Agencia Nacional de Tierras, entidad que reemplazó al Instituto Colombiano de Desarrollo Rural -INCODER, en asuntos relacionados con administración y adjudicación de tierras baldías, formalización y legalización de predios y territorios étnicos, entre otros temas relacionados con la gestión de la tierra en Colombia.
Samper tuvo a cargo la puesta en marcha de la entidad desde sus inicios. Por ello, presidió y coordinó el diseño de los manuales de procedimientos y de contratación, la planeación y seguimiento de las metas, indicadores y ejecución presupuestal, el direccionamiento de los lineamientos estratégicos de todas las funciones de la Agencia, así como la provisión de la planta de personal.
Durante su gestión frente a la entidad, Samper logró la legalización de 1.5 millones de hectáreas, beneficiando con 42.000 títulos de propiedad a familias campesinas y pertenecientes a comunidades étnicas, lo cual implicó "cuadruplicar el promedio histórico anual" de predios legalizados, según el funcionario.
Adicionalmente, se incorporaron al Fondo de Tierras 520.000 hectáreas para promover el acceso a la tierra a miles de hogares campesinos. Por primera vez en la historia, una entidad tan recientemente creada, fue galardonada con el Premio Nacional de Alta Gerencia en el año de 2017.
El equipo presidido por Samper en la Agencia Nacional de Tierras, fue el encargado de diseñar, socializar y tramitar el Decreto-Ley 902 de 2017, mediante el cual se adoptaron medidas para acortar los tiempos, reducir los costos y hacer de los procesos de adjudicación y formalización algo más eficiente y rápido. Además, se adoptaron las medidas necesarias para implementar la nueva metodología de formalización masiva de la propiedad, también conocida como "barrido predial". Samper suscribió 7 Planes de Ordenamiento Social de la Propiedad para desarrollar esta nueva metodología masiva en igual número de municipios.

## Publicaciones
- “La justicia transicional de y por Colombia”. Organización Internacional para las Migraciones y Agencia de Estados Unidos para el Desarrollo Internacional. Bogotá, Colombia, 2015.
- “ABC de la justicia transicional en Colombia”. Organización Internacional para las Migraciones y Agencia de Estados Unidos para el Desarrollo Internacional. Bogotá, Colombia, 2015.

- “Diez años de políticas públicas de atención a desplazados en Bogotá. Análisis y Metodología” (Coautor). Secretaría General, Alcaldía Mayor de Bogotá D.C., 2011.
- Revista International Law No. 17. Edición Especial: Justicia Transicional (Coeditor). Pontificia Universidad Javeriana, Bogotá, Colombia, 2010.
- “Contratos de previsión exequial: ¿servicios prepagados o seguros ilegales?”. Revista Fasecolda No. 127, FASECOLDA. Bogotá, Colombia, 2007.
- “El ABC del Referendo”. Editorial Oveja Negra. Bogotá, Colombia, 2003